# Templo B'nai Israel
El templo B'nai Israel (en inglés: B'nai Israel Temple) es una histórica sinagoga judía en 249 S. 400 East en Salt Lake City, en el estado de Utah al oeste de los Estados Unidos.
Fue construida en 1890 y fue agregada al Registro Nacional de Lugares Históricos (National Register of Historic Places) en 1978.